# محطة جيماسولار للطاقة الشمسية الحرارية

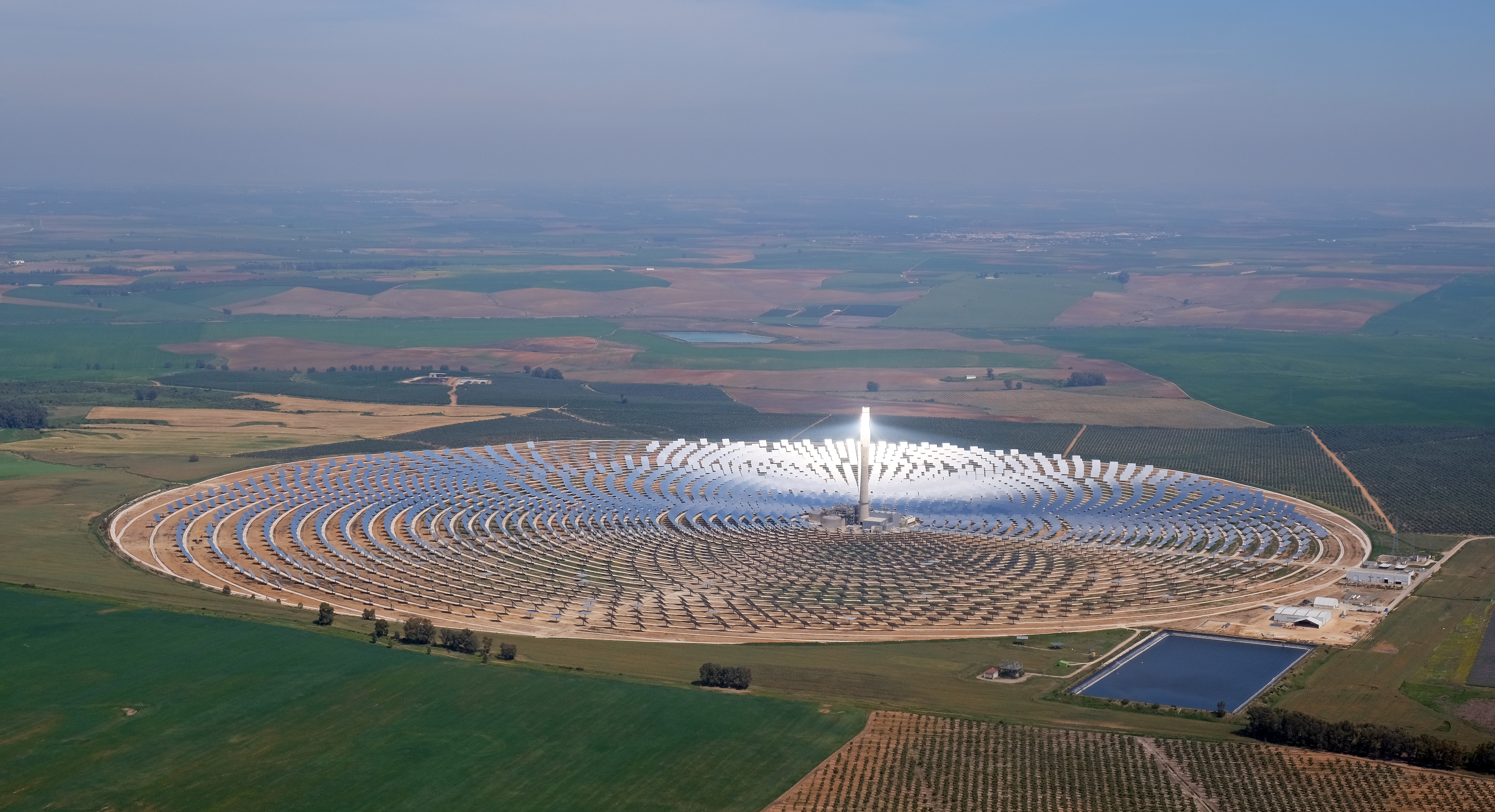
محطة طاقة شمسية مركزة غيماسولار في عام 2021.

محطة طاقة شمسية حرارية Gemasolar هي محطة للطاقة الشمسية المركزة مع نظام تخزين حرارة في الملح المصهور. تقع داخل حدود مدينة فوينتيس دي الأندلس في مقاطعة إشبيلية بإسبانيا.

## التصميم والمواصفات
المحطة تتكون من برج الطاقة الشمسية من نوع طاقة شمسية مركزة CSP ويستخدم مفاهيم رائدة في مشروعي Solar One و Solar Two ، باستخدام الملح المصهور كسائل نقل الحرارة ووسيط تخزين الطاقة. كانت تسمى في الأصل سولار تريز ، وقد أعيدت تسميتها إلى غيماسولار Gemasolar.
حصل المشروع دعم قدره 5 ملايين يورو من المفوضية الأوروبية وقرضًا بقيمة 80 مليون يورو من بنك الاستثمار الأوروبي ، ويستخدم المشروع تقنية سولار 2 Solar Two التي تم اختبارها في بارستو ، كاليفورنيا ، ولكن حجمها يقارب ثلاثة أضعاف سولار 2. المحطة تستفيد من العديد من التطورات التكنولوجية بعد تصميم وبناء سولار 2.
تعد غيماسولار أول محطة تجارية للطاقة الشمسية مزودة بمستقبل برج مركزي وتكنولوجيا تخزين الحرارة في الملح المصهور. وتتكون من 30.5-هكتار (75-أكر) مغطاة فبعدد 2650 من المرايا العاكسة (الهيليوستات) ، يبلغ مساحة كل منها 120-متر-مربع (1,300 قدم2) وموزعة في حلقات متحدة المركز حول برج استقبال الأشعة بارتفاع 140 متر . يبلغ إجمالي استخدام الأراضي للهيليوستات 195 هكتار (480 أكر) 
أكثر الجوانب المبتكرة للمحطة التي تنتمي إلى شركة Torresol Energy ، هي مستقبل الملح المصهور ، ونظام تصويب المرايا ونظام التحكم الخاص به. بالإضافة إلى ذلك ، يسمح نظام التخزين الخاص بها بإنتاج الكهرباء لمدة 15 ساعة من دون ضوء الشمس (في الليل أو في الأيام الملبدة بالغيوم). تجعل سعة التخزين هذه الطاقة الشمسية قابلة للإدارة بحيث يمكن توفيرها حسب الطلب. كانت المحطة قادرة بالفعل على توفير يوم كامل  من إمدادات الطاقة غير المنقطعة للشبكة ، باستخدام تقنية النقل الحراري التي طورتها SENER .
تستطيع محطة Gemasolar ، بقدرة 19.9 ميجاوات ، توفير 80 جيجاوات في الساعة سنويًا - وهو ما يكفي لتزويد 27500 منزل بالطاقة. تم تشغيل المحطة منذ مايو 2011. وتم إطلاقها رسميًا في أكتوبر 2011.

## الأداء
بعد السنة الثانية من التشغيل ، تجاوزت المحطة التوقعات . ففي عام 2013 ، حققت المحطة إنتاجًا مستمرًا ، حيث عمل 24 ساعة يوميًا لمدة 36 يومًا متتالية ، وهي نتيجة لم تحققها أي محطة أخرى للطاقة الشمسية حتى الآن. يبلغ إجمالي التشغيل 6،450 ساعة بكامل طاقتها سنويًا ، مما يمنع حوالي 30،000 طن من انبعاثات ثاني أكسيد الكربون CO2 سنويًا.

## أنظر أيضا
- قائمة محطات الطاقة الشمسية الحرارية
- الطاقة المتجددة في الاتحاد الأوروبي
- سينر ايرونوتيكا
- الطاقة الحرارية الشمسية
- مشروع الطاقة الشمسية
- التصميم وفق معطيات الطاقة الشمسية
- محطة نورا للطاقة الشمسية
- محطة شمسية حرارية Gemasolar
- مجمع الطاقة الشمسية الحرارية

## روابط خارجية
- سيمات
- توريسول للطاقة
- فيديو إنشاء مصنع Gemasolar على Youtube